# Agios Ilias
Agios Ilias är den nordligaste byn på den grekiska ön Korfu. Den har cirka 195 invånare.